# Wyścigowe Mistrzostwa Węgier 1965
1965 – sezon wyścigowych mistrzostw Węgier.